# Sierra de San Pedro
Sierra de San Pedro este o arie protejată (arie specială de conservare — SAC, sit de importanță comunitară — SCI, arie de protecție specială avifaunistică — SPA) din Spania întinsă pe o suprafață de 115.178,25 ha, integral pe uscat.

## Localizare
Centrul sitului Sierra de San Pedro este situat la coordonatele 39°19′51″N 6°46′41″W / 39.3308°N 6.7781°V.

## Înființare
Situl Sierra de San Pedro a fost declarat arie de protecție specială avifaunistică în octombrie 1989 pentru a proteja 1 specie de plante și 74 de specii de animale. Alte tipuri de protecție:
- sit de importanță comunitară (în februarie 2001)
- arie specială de conservare (în mai 2015)[1][3][4]

## Biodiversitate
Situată în ecoregiunea mediteraneană, aria protejată conține 14 habitate naturale: Lacuri eutrofice naturale cu vegetație de tip Magnopotamion sau Hydrocharition, Galerii și tufărișuri riverane sudice (Nerio-Tamaricetea și Securinegion tinctoriae), Pante stâncoase silicioase cu vegetație casmofită, Râuri mediteraneene cu debit permanent și vegetație de Glaucium flavum, Iazuri temporare mediteraneene, Pajiști uscate europene, Pseudostepă cu ierburi și specii anuale de Thero-Brachypodietea, Galerii de Salix alba și de Populus alba, Grohotișuri termofile și vest-mediteraneene, Păduri de Quercus suber, Tufărișuri termo-mediteraneene și de pre-deșert, Pajiști umede mediteraneene cu ierburi înalte de Molinio-Holoschoenion, Păduri de Quercus ilex și Quercus rotundifolia, Dehesas cu Quercus spp. perene.
La baza desemnării sitului se află mai multe specii protejate:
- plante (1): Narcissus pseudonarcissus subsp. nobilis
- păsări (52): vulturul negru (Aegypius monachus), ciocârlie-de-câmp (Alauda arvensis), pescăruș albastru (Alcedo atthis), rață pitică (Anas crecca), Aquila adalberti, acvilă de munte (Aquila chrysaetos), buha (Bubo bubo), pasărea ogorului (Burhinus oedicnemus), fugaci de țărm (Calidris alpina), fugaci roșcat (Calidris ferruginea), fugaci mic (Calidris minuta), Caprimulgus ruficollis, prundaș gulerat mare (Charadrius hiaticula), barză albă (Ciconia ciconia), barză neagră (Ciconia nigra), șerpar (Circaetus gallicus), porumbel gulerat (Columba palumbus), egretă mică (Egretta garzetta), Elanus caeruleus, șoim de iarnă (Falco columbarius), șoim călător (Falco peregrinus), Galerida theklae, becațină comună (Gallinago gallinago), cocor (Grus grus), vulturul pleșuv sur (Gyps fulvus), Hieraaetus fasciatus, acvilă pitică (Hieraaetus pennatus), piciorong (Himantopus himantopus), pescăruș sur (Larus canus), pescăruș negricios (Larus fuscus), ciocârlie de pădure (Lullula arborea), prigoare (Merops apiaster), gaia neagră (Milvus migrans), gaia roșie (Milvus milvus), vultur egiptean (Neophron percnopterus), cormoran mare (Phalacrocorax carbo), bătăuș (Philomachus pugnax), pitulice de munte (Phylloscopus bonelli), pitulice de munte (Phylloscopus collybita), ploier auriu (Pluvialis apricaria), Prunella collaris, Pterocles alchata, Pterocles orientalis, mugurarul (Pyrrhula pyrrhula), mărăcinar (Saxicola rubetra), chiră mică (Sterna albifrons), turturică (Streptopelia turtur), graur (Sturnus vulgaris), silvie de tufiș (Sylvia undata), spârcaci (Tetrax tetrax), sturz-cântător (Turdus philomelos), nagâț (Vanellus vanellus)
- amfibieni (1): Discoglossus galganoi
- mamifere (12): lupul (Canis lupus), vidră de râu (Lutra lutra), râs iberic (Lynx pardinus), Microtus cabrerae, liliac cu aripi lungi (Miniopterus schreibersii), liliac cu urechi de șoarece (Myotis blythii), liliac cărămiziu (Myotis emarginatus), liliac comun (Myotis myotis), liliacul mediteranean cu potcoavă (Rhinolophus euryale), liliacul mare cu potcoavă (Rhinolophus ferrumequinum), liliacul mic cu potcoavă (Rhinolophus hipposideros), liliacul cu potcoavă a lui méhely (Rhinolophus mehelyi)
- nevertebrate (2): croitorul mare al stejarului (Cerambyx cerdo), fluturele auriu (Euphydryas aurinia)
- pești (6): Anaecypris hispanica, Cobitis paludica, Luciobarbus comizo, Pseudochondrostoma willkommii, Rutilus alburnoides, Rutilus lemmingii
- reptile (1): Mauremys leprosa

Pe lângă speciile protejate, pe teritoriul sitului au mai fost identificate 1 specie de plante, 19 specii de păsări, 2 specii de amfibieni, 5 specii de mamifere, 1 specie de pești, 3 specii de reptile.